# 六點半棍法
六點半棍法即南拳單頭棍七法。研習六點半棍法，可以增加臂膀之力及標馬穩定。六點為：上中路之枕、攤（挑）、槍（標、點)、下路之掃、撥、彈（撬）冚（壓）及加上半點摭攔（退躍）。

## 傳說來源
相傳六點半棍源自少林至善禪師在清廷火燒少林寺院後，為逃避朝廷追緝而混於紅船戲班內，因機緣傳棍法於老洪拳'梁二娣。老洪拳'梁二娣與詠春拳黃華寶為戲班中人，两人互相切磋武藝，彼此盡得所學，技法亦互相融合。其後梁二娣將技法傳予佛山名醫兼詠春拳名師梁贊，從此六點半棍亦成詠春必修兵器之一。
相傳梁二娣原為老洪拳傳人，即現稱之少林子弟，簡化了原少林棍法;他當紅船船工時，工作包括煲頭及篤水鬼等工作，長期使用撐船之木槳撐竿，所以詠春拳所學習之六點半棍較原來少林的較粗較長。梁二娣後來與黃華寶交換詠春拳。另有其他源流傳說至善禪師或三德和尚在火燒南少林寺後，落難於红船時傳與梁二娣。

## 坐馬
由於六點半棍法本身不属於詠春拳的功夫，因此修練六點半棍法時不使用詠春拳平時的二字拑羊馬，而是使用四平馬。

## 練習方法

### 六點半棍法 - 詠春拳
首先要對詠春的拳法有基礎認識才可修練。由最初的坐馬撉棍、槍棍、欄棍開始，至上馬扯棍及全套六點半棍法外，尚要練習準繩度之槍打蠟燭光點和棍法對搏等，把拳法(枕手，攤手，膀手，間手等)充分融合於棍法對搏上。棍法除用於兵器對搏外，最重要的其實它是一種修練詠春拳長橋力的不二法門。如要得到深厚功力，除熟綀棍法與心法外，還要用十二尺或十三尺長之昆典木(較重較實)或白蠟桿(較輕易得)製成之長棍練習。在現實環境中，任何木桿竹干皆可應用。